# Ruhrtalradweg
De Ruhrtalradweg (Ruhrdalfietsroute) is een langeafstandsfietsroute in Duitsland. De route volgt de Ruhr van de bron in het Sauerland tot de monding in de Rijn bij Duisburg. Het traject is bewegwijzerd in twee richtingen.

## Traject
De route begint in het Winterberg in het Sauerland en voert dan langs de bron van de Ruhr. Vanaf de bron volgt ze de rivier naar de monding in de Rijn bij Duisburg. In Winterberg kan worden doorgestoken naar Willingen voor de Hessischer Radfernweg R5. Daarnaast start in Winterberg ook de Lenneradweg welke de Lenne volgt vanaf de bron tot aan de monding in de Ruhr nabij Herdecke.
De route voert door het Sauerland. Tussen Meschede en Wennemen loopt de route parallel met de HenneseeSchleife, een bewegwijzerde fietsroute rond de Hennesee. In Wennemen kan ook worden aangesloten op de Ruhr-Sieg-Radweg. Iets verderop in Neheim-Hüsten is er een aansluiting op de Möhnetal-Radweg. In de buurt van Herdecke mondt de Lenne uit in de Ruhr en kan de Lenneradweg worden opgepakt terug naar Winterberg.
Het Sauerland maakt plaats voor het Ruhrgebied. De route eindigt in Duisburg waar kan worden aangesloten op de EuroVelo EV3 Pelgrimsroute, de EuroVelo EV15 Rijnroute en de Duitse fietsroute 12 die weer aansluit op de LF13 Schelde-Rheinroute. 

## Aansluitingen met Europese routes
- In Duisburg kan worden aangesloten op de EuroVelo EV3 Pelgrimsroute.
- In Duisburg kan worden aangesloten op de EuroVelo EV15 Rijnroute.

## Aansluitingen met andere routes
- In Winterberg kan worden aangesloten op de Lenneradweg.
- In Winterberg kan worden doorgestoken naar Willingen waar kan worden aangesloten op de Hessischer Radfernweg R5.
- Tussen Meschede en Wennemen loopt de route parallel met de HenneseeSchleife.
- In Wennemen kan worden aangesloten op de Ruhr-Sieg-Radweg.
- In Neheim-Hüsten kan worden aangesloten op de Möhnetal-Radweg.
- In Herdecke kan worden aangesloten op de Lenneradweg.
- In Duisburg kan worden aangesloten op de Duitse fietsroute 12.
- Op elk willekeurig punt kan gebruik worden gemaakt van het fietsroutenetwerk ter plaatse.